# آلاخون‌والاخون
آلاخون‌والاخون نام یک مجموعه تلویزیونی ایرانی است به کارگردانی مصطفی گل‌آور و محمدعلی کشاورز و تهیه‌کنندگی محسن هرندی که در سال‌های ۱۳۵۵ – ۱۳۵۴ از تلویزیون ملی ایران پخش گردید.

## داستان
یک اصفهانی برای پیدا کردن کار به تهران می‌آید و در این شهر با مسائل و مشکلات فراوانی روبرو می‌شود که غالباً مضمونی کمیک و خنده‌آور دارد.

## بازیگران
- دیانا
- محسن هرندی
- هوشنگ انصاری

## عوامل تولید
- کارگردان هنری: محمدعلی کشاورز
- کارگردان فنی: مصطفی گل‌آور
- نویسنده: منوچهر محجوبی
- تهیه‌کننده: محسن هرندی